# Rachel Hilson
Rachel Hilson, född 30 oktober 1995 i Baltimore, Maryland, är en amerikansk skådespelare.
Hilson har bland annat medverkat i TV-serierna Love, Victor (2020-2022) och In the Vault från 2022. Hon har även medverkat i filmen Red, White & Royal Blue från 2023.

## Filmografi (i urval)
- 2020–2022 – Love, Victor (TV-serie)
- 2022 – In the Vault
- 2023 – Red, White & Royal Blue
- 2025 – Duster (TV-serie)